# エイブラハム・シャープ

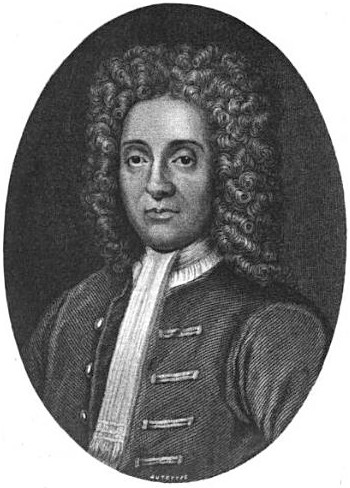
エイブラハム・シャープ

エイブラハム・シャープ (Abraham Sharp、1653年 - 1742年7月18日）はイングランドの数学者、天文学者。

## 生涯
エイブラハム・シャープは1653年にイングランドのブラッドフォードで裕福な商人である父ジョン・シャープと母マリー・シャープの間に生まれ、その後ブラッドフォードグラマースクールで教育を受けた。

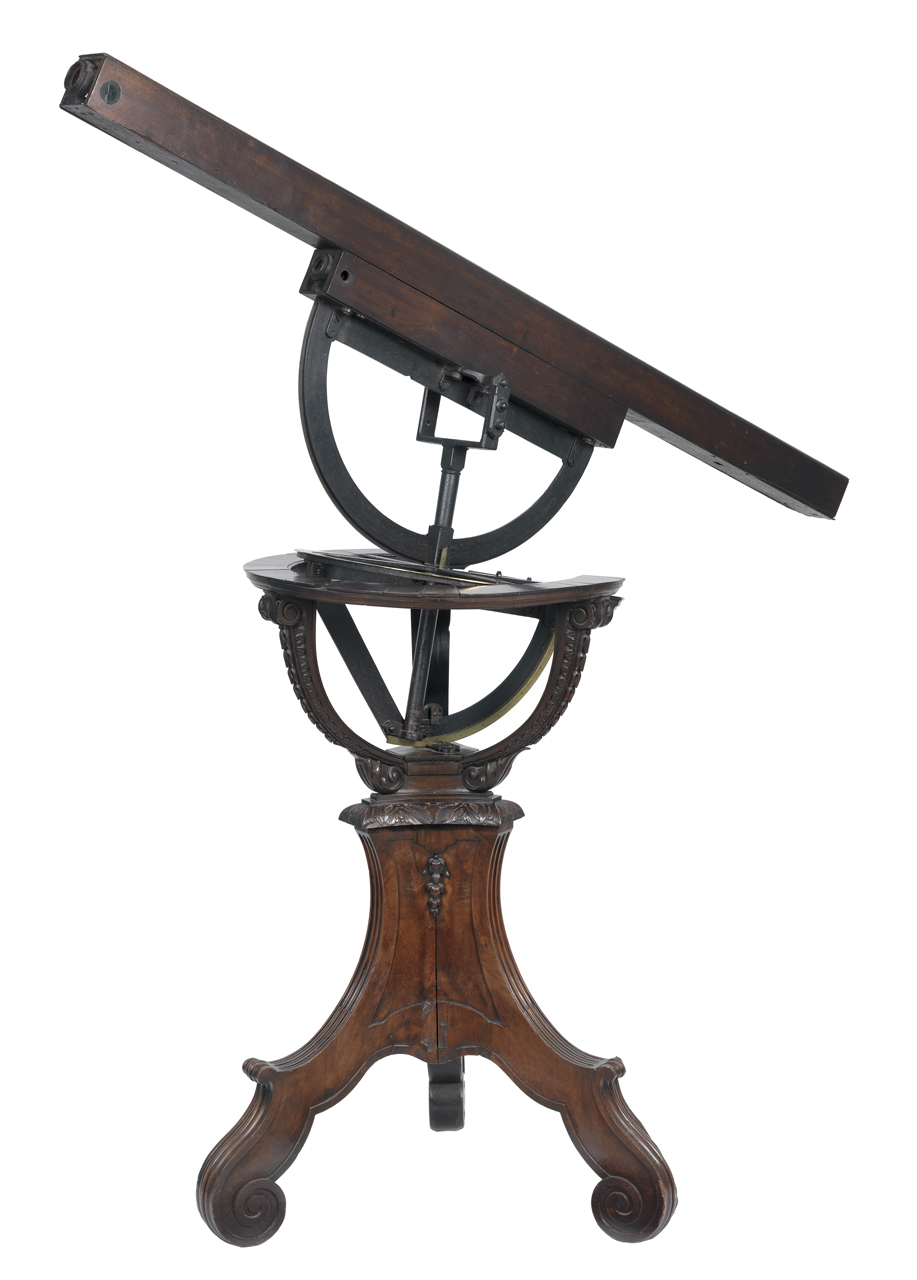
エイブラハム・シャープの木製望遠鏡

1669年にはエイブラハム・シャープは商人の見習いとなり、その後リバプールで教員となり、その後はロンドンで帳簿係を務めた。数学と天文学の幅広い知識がフラムスティードの目に止まり、1688年にはグリニッジ天文台に招待された。そこでシャープは天文機器の改良を行うとともに、計算者としての優れたスキルを示した。後には幾何学に関する書物 Geometry Improved や対数表を出版している。
シャープはグレゴリー級数に {\displaystyle x=1/{\sqrt {3}}} を代入し、円周率を小数点以下71桁まで計算した。これはジョン・マチンが100桁を計算する1706年まで世界記録であった。
1694年に故郷であるリトル・ホールトンに戻った。1729年には当時最大の星図である天球図譜が出版され、その中にシャープがデザインした2つの星座早見盤が掲載されている。
1742年にリトル・ホールトンで死去した。生涯未婚であった。ロンドンで精密機械を作っていたジェシー・ラムスデンの大叔父である。
ブラッドフォードの大聖堂にある記念碑には「彼は当時の最も熟練した数学者として数えられ、ジョン・フラムスティードやニュートンなどの有名な人たちと絶え間ない友情を楽しんだ。彼はフラムスティードが作成した天の記述（星図）の精度を向上させた。他にも彼は匿名で様々な著作を残し、実験器具の記述や天文学的な文献を彼自身で完成させ……」とラテン語で書かれている。
月のクレーターのシャープは彼にちなんで名付けられた。

## さらに読む
- Cudworth, William (1889). Life and Correspondence of Abraham Sharp. London: Sampson Low, Marston, Searle and Livington, Ltd.
- Connor, Elizabeth (1942). “Abraham Sharp, 1653-1742”. Publications of the Astronomical Society of the Pacific 54:  237–243. Bibcode: 1942PASP...54..237C. doi:10.1086/125455.